# Aeonium splendens
Aeonium splendens är en fetbladsväxtart som beskrevs av Paul V. Heath. Aeonium splendens ingår i släktet Aeonium och familjen fetbladsväxter. Inga underarter finns listade i Catalogue of Life.